# Okręg Bayeux
Okręg Bayeux (fr. Arrondissement de Bayeux) – okręg w północnej Francji. Populacja wynosi 65 900.

## Podział administracyjny
W skład okręgu wchodzą następujące kantony:
- Balleroy,
- Bayeux,
- Caumont-l'Éventé,
- Isigny-sur-Mer,
- Ryes,
- Trévières.